# Burg Berg (Friedrichshafen)
Die Burg Berg ist eine abgegangene Höhenburg auf der Südspitze des Moränenhügels der Berger Halde an der Stelle der Pfarrkirche St. Nikolaus in Berg (Dekan-Rogg-Straße), einem heutigen Stadtteil von Friedrichshafen im Bodenseekreis in Baden-Württemberg.
Vermutlich wurde die Burg um 1200 von den Herren von Berg (brandenburgisches Adelsgeschlecht), die Ministerialen der Herren von Raderach gewesen sein könnten, erbaut. Vor 1220 wurde ein „curtis in Berge“ genannt. Die Kirche soll am Platz der ehemaligen Burgkapelle errichtet worden sein.